# Dom van Klagenfurt
De Dom- en parochiekerk HH. Petrus en Paulus (Duits: Dom- und Stadtpfarrkirche Hll. Petrus und Paulus) is de kathedraal van het bisdom Gurk en de rooms-katholieke stadsparochiekerk van de Karinthische plaats Klagenfurt, Oostenrijk. De oorspronkelijk aan de heilige Drie-eenheid gewijde kerk werd vroeger als protestantse preekkerk gebouwd en mag zich dientengevolgde de grootste, ooit in Oostenrijk gebouwde protestantse kerk noemen. Als gevolg van de contrareformatie werd de kerk in 1600 gesloten en vier jaar later overgedragen aan de jezuïeten, die de kerk aan de apostelen Petrus en Paulus wijdden. Na de opheffing van de Jezuïtische Orde in 1773 verhief bisschop Franz Xaver von Salm-Reifferscheidt in 1787 het gebouw tot kathedraal van het bisdom Gurk. Het oude omringende gebouwencomplex liet men na zware beschadigingen in de Tweede Wereldoorlog in de jaren 1960 afbreken.

## Geschiedenis

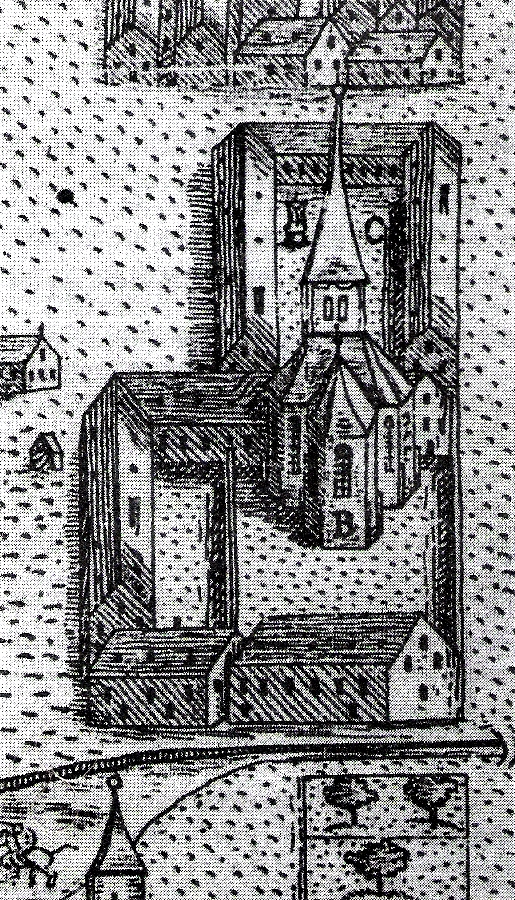
Het uiterlijk van de voormalige protestantse Drievuldigheidskerk in 1605

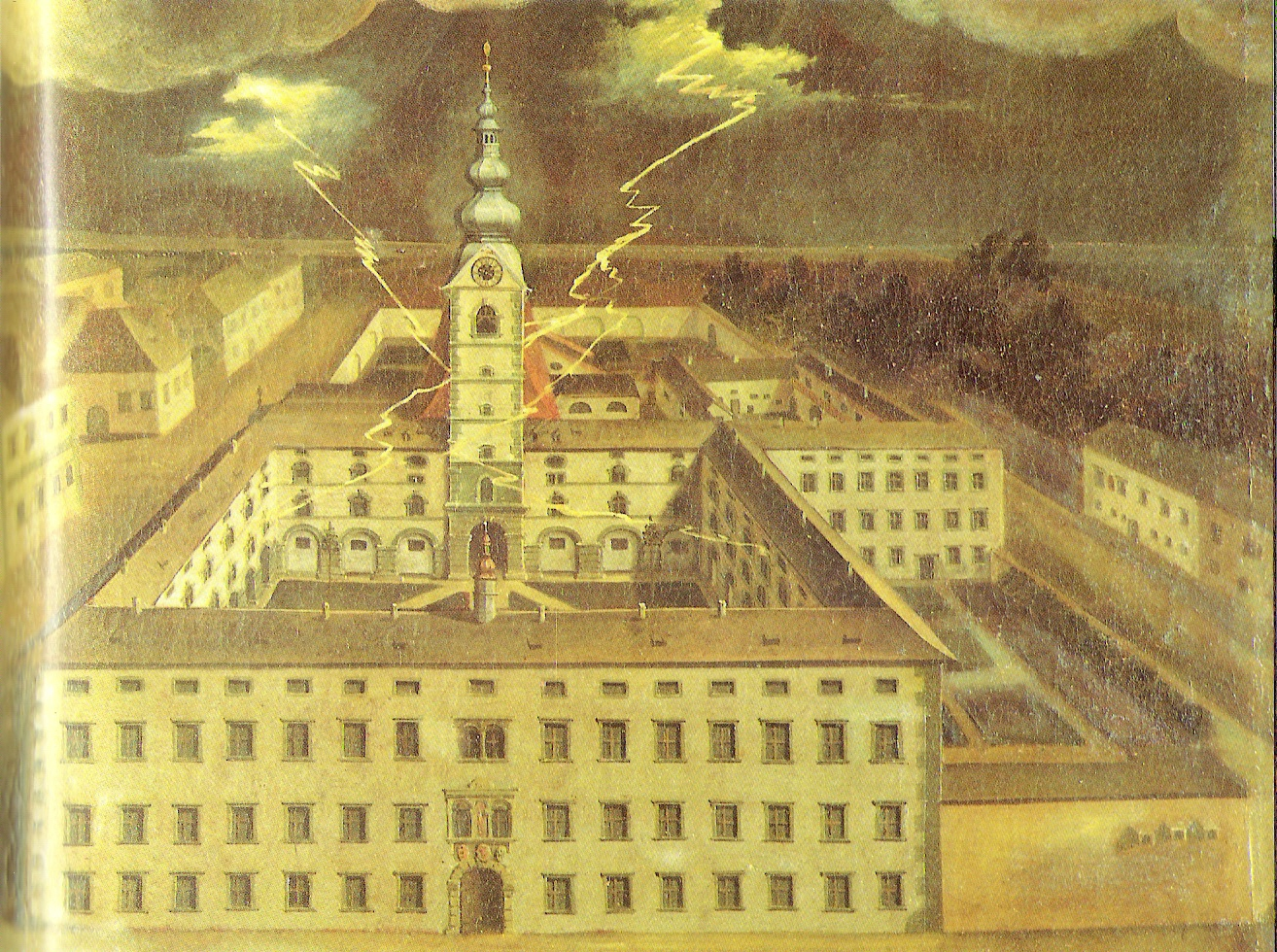
Het spitaal en de domkerk in 1730

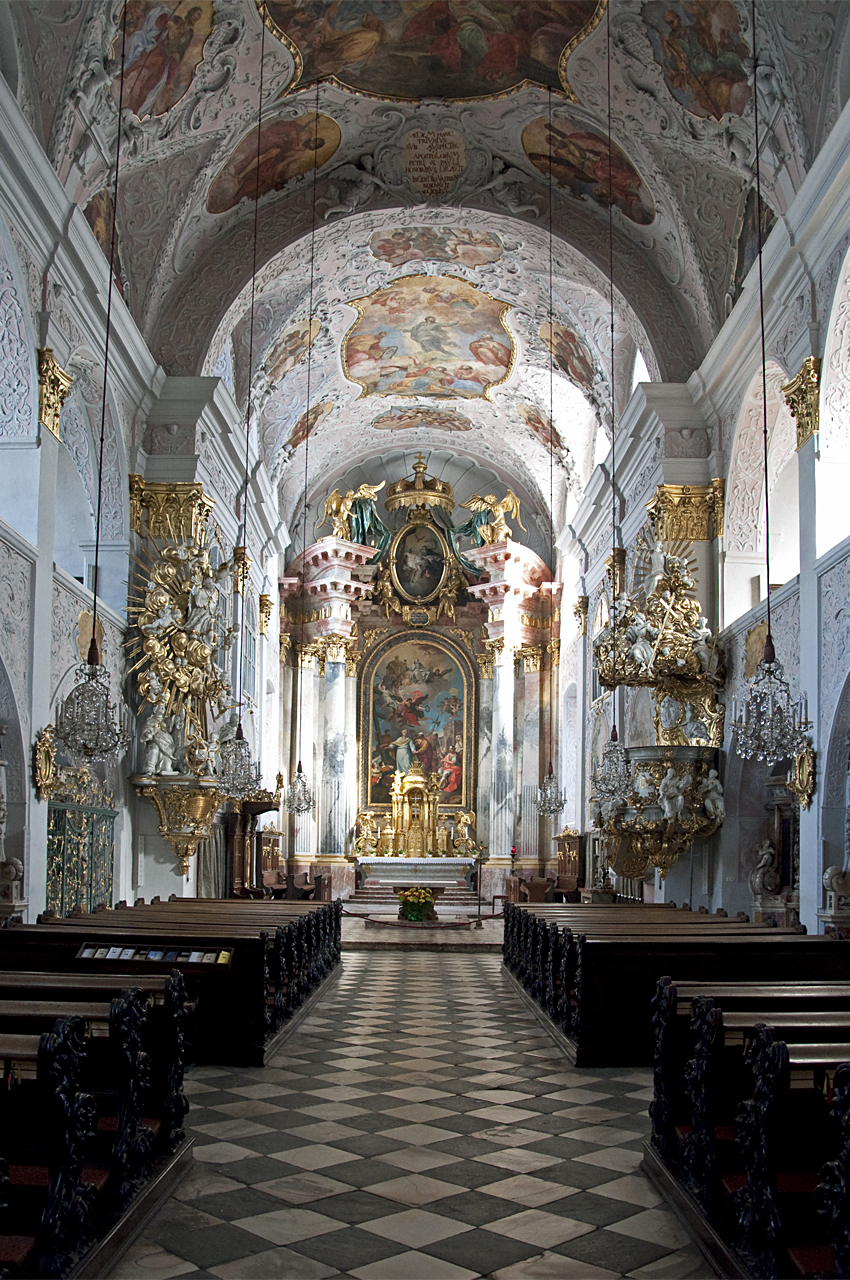
Interieur

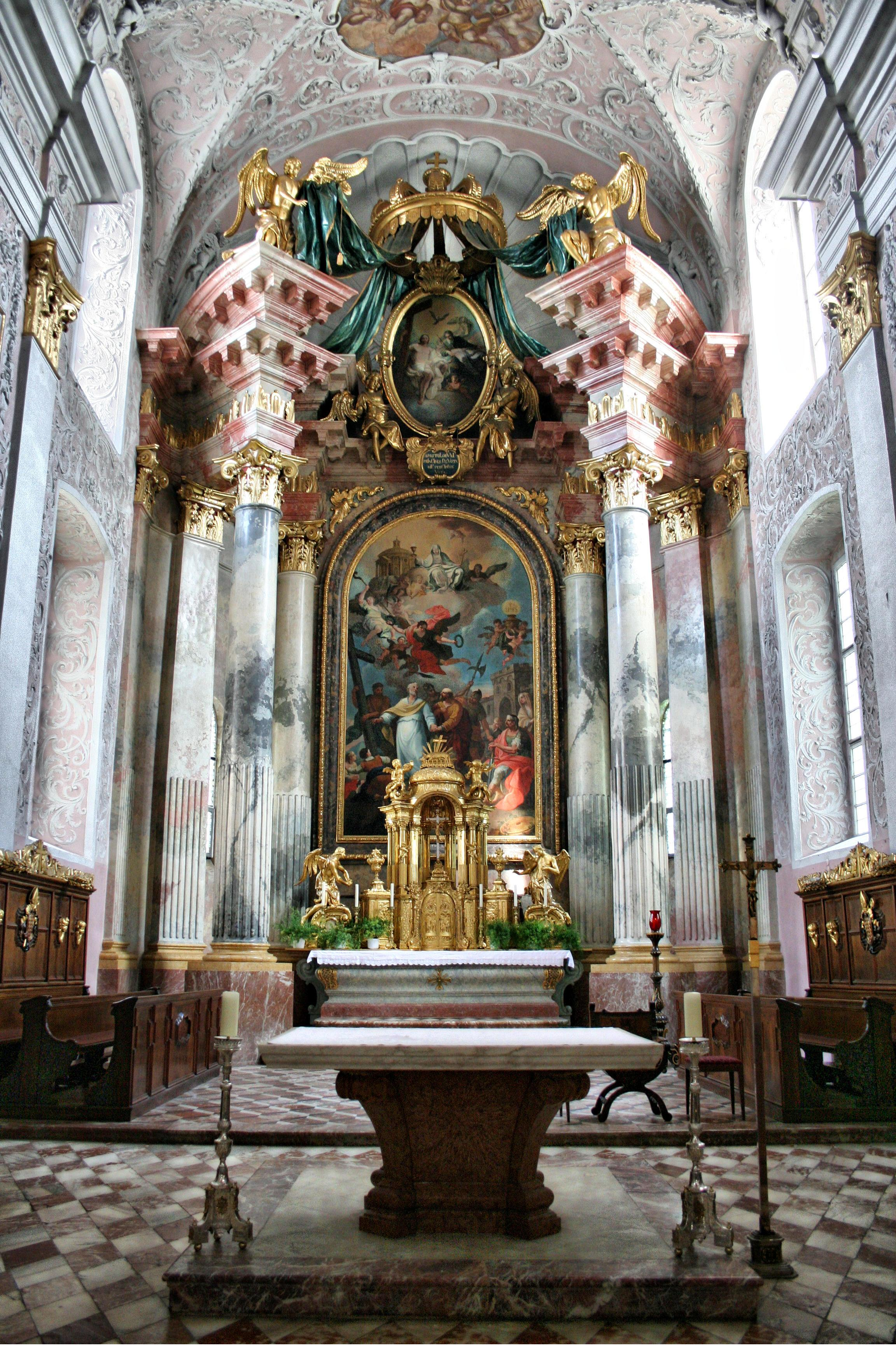
Hoogaltaar

Tot ver in de 16e eeuw speelde Klagenfurt ten opzichte van andere steden in het land een ondergeschikte rol, hetgeen zich ook in kerkelijke aspecten vertaalde. Klagenfurt telde slechts twee kerken, de Sint-Egidiuskerk en de destijds buiten de muren gelegen Spitaalskerk van de Heilige Geest. Tot de Contrareformatie kende de stad zelfs geen kloosters.
In de loop van de 16e eeuw groeide de populariteit van de protestantse leer, maar de Reformatie bereikte Klagenfurt later dan andere steden in Oostenrijk. Eerst in 1563 vierde pastoor Marin Knorr de eerste protestantse dienst in de Egidiuskerk en drie jaar later onderschreef de pastoor samen met andere Karinthische priesters de belijdenisakte van Karintische predikanten. Hiermee werd het nieuwe geloof tot de officiële leer van Klagenfurt verklaart. Ook de forse aanwas van nieuwe bewoners uit Württemberg en Saksen droeg eraan bij, dat al vanaf de jaren 1670 de bevolking voornamelijk protestants was.

#### De protestantse kerk
Op 10 december 1580 besloot de Landdag van Karinthië ten zuiden van de oude stadskern een stuk grond toe te wijzen voor de bouw van een nieuwe kerk en een burgerlijk spitaal, waarmee in 1581 werd begonnen. Terwijl de kerk en ook het spitaal nog niet waren voltooid, werd het kerkgebouw op 28 april 1591 als tweede protestantse kerk van de stad in gebruik genomen en aan de Allerheiligste Drievuldigheid gewijd. Het spitaal werd vanaf 1593 in gebruik genomen, voor de kerk werd in 1597 nog naar middelen gezocht om een orgel te kunnen bouwen.
De Drievuldigheidskerk werd als een eenvoudige, ruime zaalkerk met dubbele rijen galerijen aan drie zijden opgericht en is ook in de huidige kerk nog goed te herkennen. Het interieur had een grootte van 20 bij 20 meter en een hoogte van 18 meter en oogde bijna als een kubus. Tijdens latere renovaties ontdekte men dat het protestantse interieur vrijwel geheel met kleurrijke blad- en rankdecoraties was beschilderd. De kansel werd volgens een document van Urban Paumgartner uit 1605 door levensgrote figuren gedragen, het altaar was voorzien van een schilderij met het Laatste Avondmaal en de kerk bezat een orgel op de westelijke galerij. Aan de westelijke kant van de kerk sloten zich de drievleugelige gebouwen van het spitaal aan. Ten oosten van de kerk werd een dodenakker aangelegd.

#### De katholieke kerk
Al in 1580 zette de katholieke kerk de contrareformatie in, hetgeen voor Karinthië in het begin weinig veranderingen bracht. Pas toen de Binnen-Oostenrijkse aartshertog Ferdinand op 1 juni 1600 per decreet de sluiting van alle protestantse kerken en scholen in Karinthië en de uitwijzing van de predikanten en schoolmeesters verordonneerde, verscherpte de situatie zich. Nadat deze maatregelen in Karinthië niet de gewenste effecten teweeg hadden gebracht, zond Ferdinand een commissie om de bekering tot de oude leer te bewerkstelligen. Als laatste plaats bezocht de missie Klagenfurt en van 11 tot 13 november werd er door de commissie onderhandeld over de herinvoering van de katholieke leer, hetgeen eindigde met de overhandiging van de sleutels van de Drievuldigheidskerk en de Heilige Geestkerk aan de bisschop.
In 1604 werd de Drievuldigheidskerk toegewezen aan de Jezuïeten en door de hulpbisschop gewijd aan de heilige apostelen Petrus en Paulus. Het spitaal werd met een verdieping verhoogt om ruimte te creëren voor het klooster en een jezuïetenschool. Het spitaal verhuisde een paar honderd meter verder naar een ander gebouw, waar later in 1663 een nieuwe kerk werd aangebouwd.
De jezuïeten herbouwden het interieur van de kerk in de stijl van de barok. Al in 1606 waren de nissen aan de noordelijke en zuidelijke zijvleugels in kapellen veranderd en voorzien van zes altaren. Grotere bouwkundige wijzigingen onderging de kerk enkele decennia later, omdat het aanvankelijk ontbrak aan financiële middelen, maar ook omdat de jezuïeten de vijandig gezinde stad niet wilden uitdagen. Dankzij een schenking in 1661 kon de huidige Mariakapel in het zuidelijke deel worden aangebouwd. De muur van het oorspronkelijke altaar werd doorbroken om een groot priesterkoor te bouwen en in 1664 volgde de aanleg van een crypte, met ruimte voor 50 graven en een aan de heilige bisschop Valentijn gewijd altaar. De verbouwing van het oorspronkelijk polygone koor in het oosten werd met een halfronde apsis in 1665 voltooid. In 1668 begon Gabriel Wittini de kerk met stucwerk te versieren, waardoor de hele protestantse beschildering van de gewelven verdween. Het stucwerk van Wittini bleef gedeeltelijk bewaard en is nog aan de westelijke galerij en bij de voormalige ingang aan de noordelijke kant te zien. Tussen 1715 en 1720 kreeg de kerk nieuwe altaren, die al in 1723 door een grote brand werden vernietigd. Deze brand, die vanaf naburige gebouwen op de kerk oversprong, vernietigde het dak en een aanzienlijk deel van de inrichting. In de daarop volgende jaren werd de schade door de Jezuïeten hersteld en voltooiden ze de opluistering van het gebouw. In de zijkapellen werden altaren gebouwd, de gewelven van het koor en het kerkschip, de zijkapellen en de galerijen werden vanaf 1725 opnieuw van stucwerk voorzien en ten slotte kreeg de toren in 1729 een nieuwe bekroning. De nieuwbouw van het hoogaltaar kwam met de voltooiing van het met zuilen omlijste schilderij van het afscheid van de beide kerkpatronen in 1752 gereed.

## Kathedraal
Na de afschaffing van de Orde door paus Clemens XIV in 1773 werden de jezuïeten gedwongen te vertrekken uit Klagenfurt. De kloostergebouwen kregen er nog een verdieping bij en werden voortaan als kazerne in gebruik genomen. Deze zogenaamde Jezuïetenkazerne bleef tot 1960 bestaan. In 1787 verplaatste de toenmalige bisschop van het bisdom Gurk zijn residentie van Straßburg naar Klagenfurt en verhief de kerk ten slotte tot de domkerk van het bisdom.
Tijdens de Franse tijd werd Klagenfurt tot driemaal (1797, 1805 en 1809) door de Fransen bezet. Na de overwinning van de napoleontische troepen in 1809 werd het kerkgebouw ontheiligd en in een pakhuis voor meel- en broodopslag gebruikt. De schade werd pas in de jaren 1823-1824 hersteld.
Een volgende renovatie werd in de jaren 1927-1929 uitgevoerd. Tijdens de Tweede Wereldoorlog werd de domkerk herhaaldelijk door bommen getroffen. Ook de "Jezuïetenkazerne" werd zwaar geraakt en uiteindelijk in de jaren 1960 gesloopt. De schade aan de domkerk zelf werd pas bij een grondige buitenrestauratie tussen 1974 en 1977 volledig hersteld. De westelijke gevel werd naar een ontwerp van Ewald Kaplaner nieuw ontworpen. Tevens werd het domplein ingericht. Bij de laatste renovatie in 1990-1991 werden de oorspronkelijke kleuren van het interieur van de 17e eeuw teruggebracht en een nieuw volksaltaar gewijd.

## Interieur
De 17,9 meter hoge ruimte heeft dankzij de latere aanbouw van het koor een sterke oost-west oriëntatie. Van de totale lengte van 46 meter meet het hoofdschip 20 meter en het bijna even lange koor 19,5 meter. Het stucwerk werd in verschillende periodes aangebracht. De gewelven van de twee voorlaatste zijkapellen en aan de kruisgewelven van de westelijke galerij dragen zwaar stucwerk van Gabriel Wittini uit 1660. Het latere stucwerk is van lichtere aard en opgetogener uitgevoerd en werd na de brand van 1723 door Kilian Pittner en Josef Marx Pittner uitgevoerd. Het stucwerk aan de gewelven en muren omlijst 23 fresco's, die in de 19e eeuw en nogmaals in de 20e eeuw werden overgeschilderd. De vier fresco's aan de koormuren met scènes uit het leven van Petrus en Paulus werden in 1928 door Switbert Lobisser geschilderd en vervingen barokke werken. In het koorgewelf wordt de verheerlijking van de Heer op de berg Tabor voorgesteld, in het gewelf van het kerkschip de hemelvaart van Christus en Maria, in de medaillons de apostelen. De oorspronkelijke fresco's waren door schade aan het dak verwoest en werden in 1927-1928 opnieuw geschilderd.

#### Hoogaltaar
Het hoogaltaar is een 18 meter hoge bouw van hout met baldakijn. Het onderste deel van de gemarmerde zuilen hebben cannelures en samen met de pilasters dragen ze krachtig balkwerk. Boven houden engelen een voorhang opzij om ruimte te maken voor een ovaal schilderij van God de Vader, Christus zijn Zoon en de Heilige Geest. Daaronder bevindt zich het grote altaarschilderij dat door Daniel Gran in 1752 werd geschilderd. Het toont het afscheid van Petrus en Paulus. Een enkel boven de apostelen houdt de attributen van de heiligen en een martelaarskrans. Daarboven zweeft een vrouw op de wolken als allegorie van de Kerk. Het tabernakel is hoog en slank, heeft de vorm van een zuilenrijk tempeltje waaronder een crucifix staat.

#### Zijaltaren

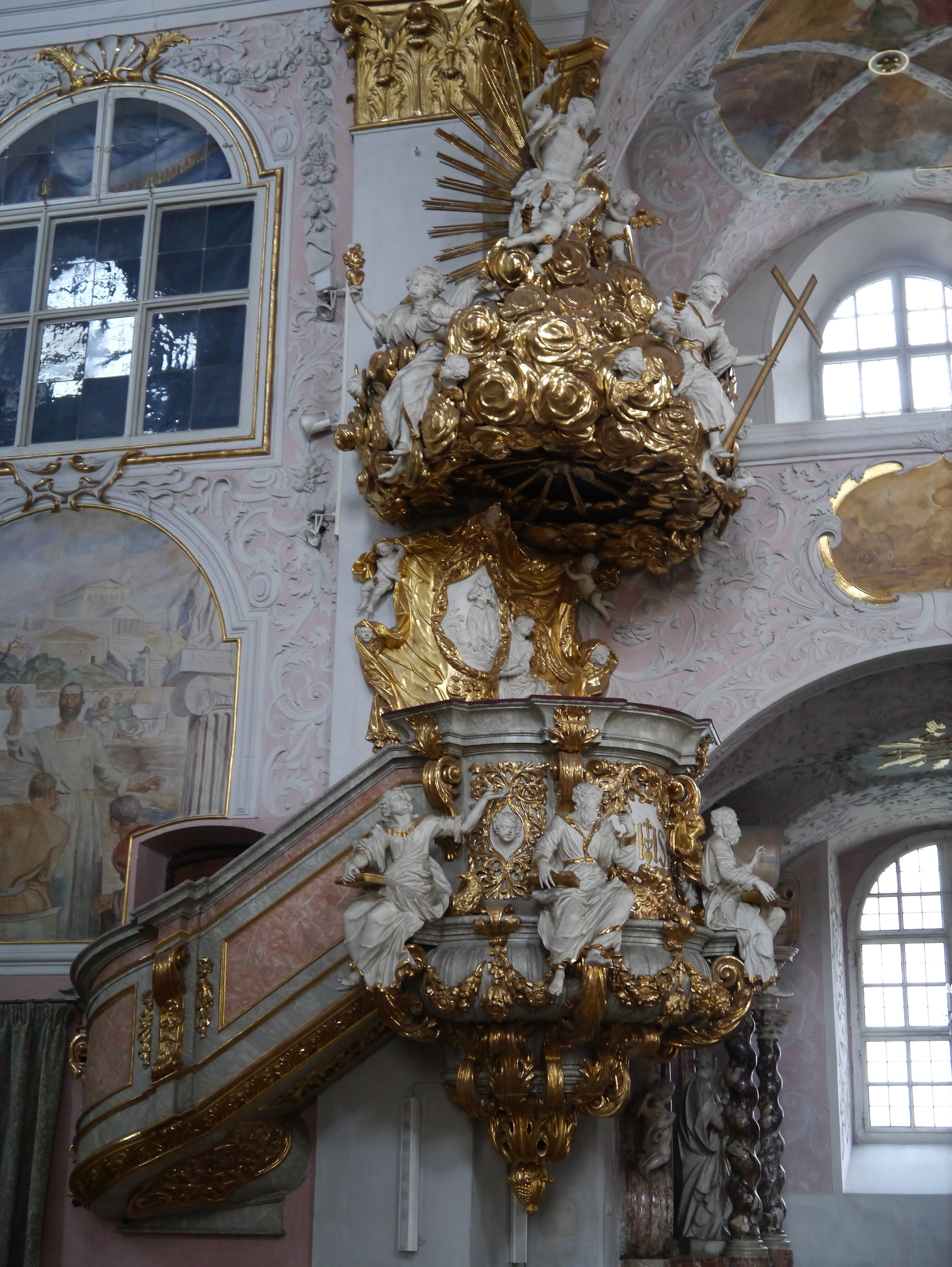
Kansel

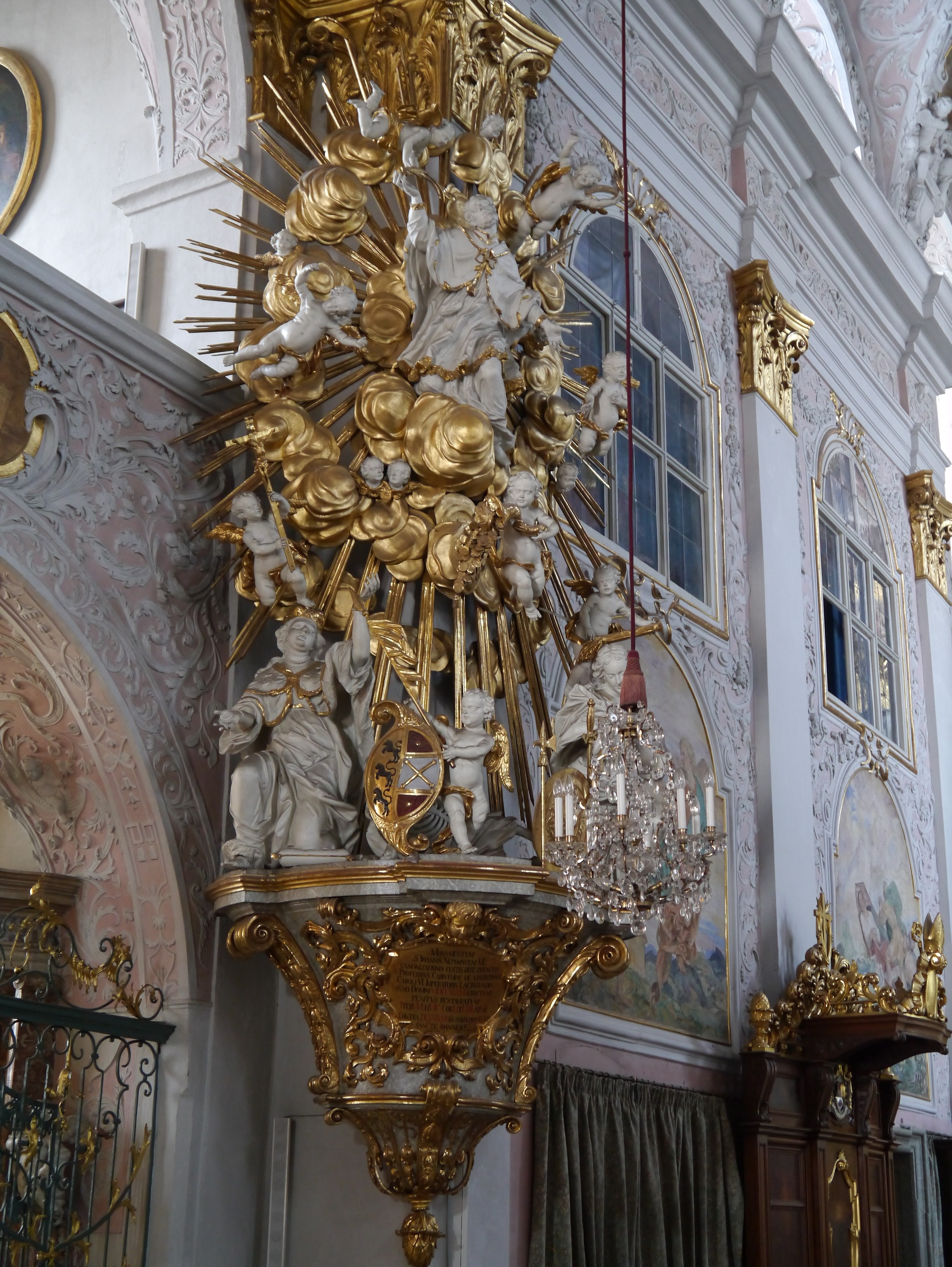
Apothese van Johannes Nepomuk

De zijaltaren zijn in tegenstelling tot het houten hoogaltaar van marmer en werden tussen 1725 en 1727 gebouwd. De twee meest oostelijk gelegen altaren bestaan uit 11 verschillende marmersoorten en hebben beelden van albastachtig marmer. De altaren dragen gedraaide en gladde zuilen en pilasters. De noordelijke, tegenwoordig als doopkapel gebruikte Mariakapel bezit een altaarschilderij van de Moeder Gods met Kind. De opzet draagt een beeldengroep dat de Verkondiging aan Maria voorstelt, de beide zijdelings beelden tonen Aäron en Mirjam. De kapel wordt door een smeedijzeren hek uit 1750 met rococo invloeden afgesloten. De zuidelijke Christuskapel bezit een schilderij van Paul Troger uit 1726, een van de belangrijkste Oostenrijkse barokke schilders. Het schilderij toont de stichter van de orde aan wie in een visioen Christus verschijnt. De witte marmeren beelden zijn de jezuïtische heiligen Ignatius en Franciscus Xaverius. De opzet toont de Heilige Drievuldigheid met een putto die de wereldbol draagt. De andere altaren zijn eenvoudiger van opzet.
Via de Aloysiuskapel komt men in de in 1660-1661 aangebouwde Sacramentskapel. Oorspronkelijk was de kapel gepland als grafkapel voor de vorsten van het huis Orsini-Rosenberg. Het oorspronkelijke altaarschilderij met de heilige Fanciscus Xaverius werd in de 20e eeuw vervangen door een kopie van de Madonna van Altötting. Het altaar van stucmarmer draagt zijdelings de beelden van de heilige Andreas (links) en de heilige Wolfgang (rechts).

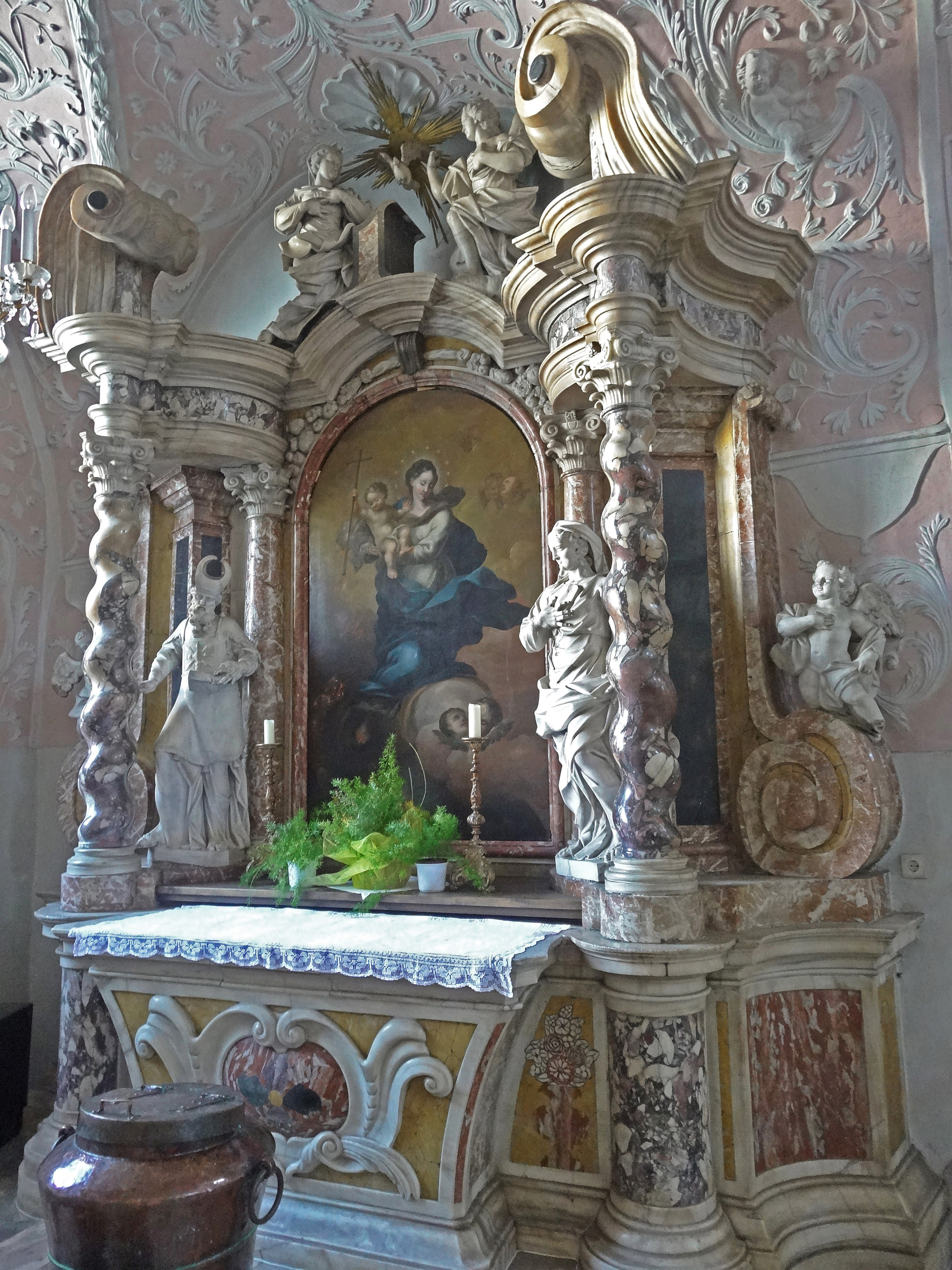
Altaar Doopkapel
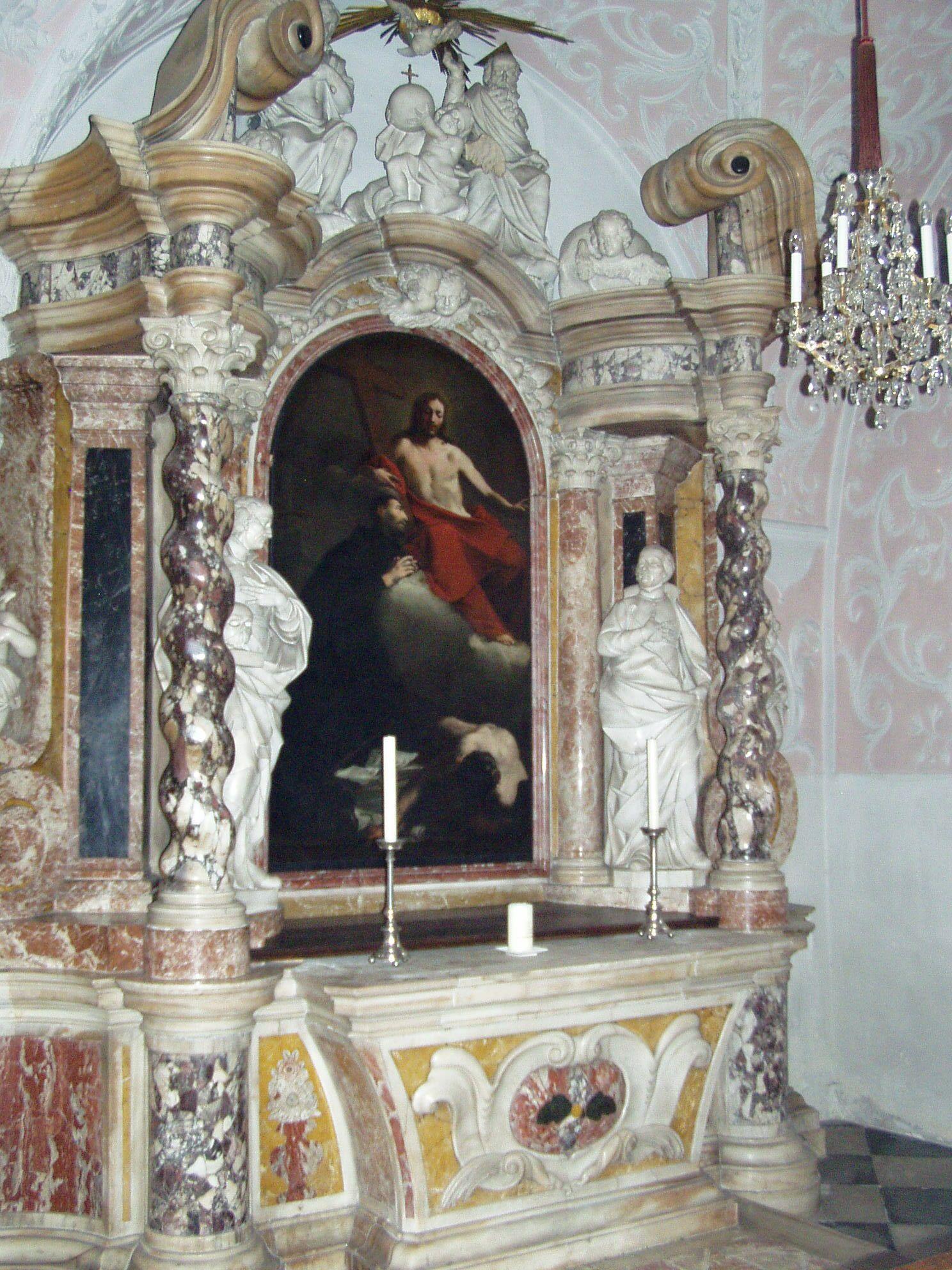
Altaar Ignatiuskapel
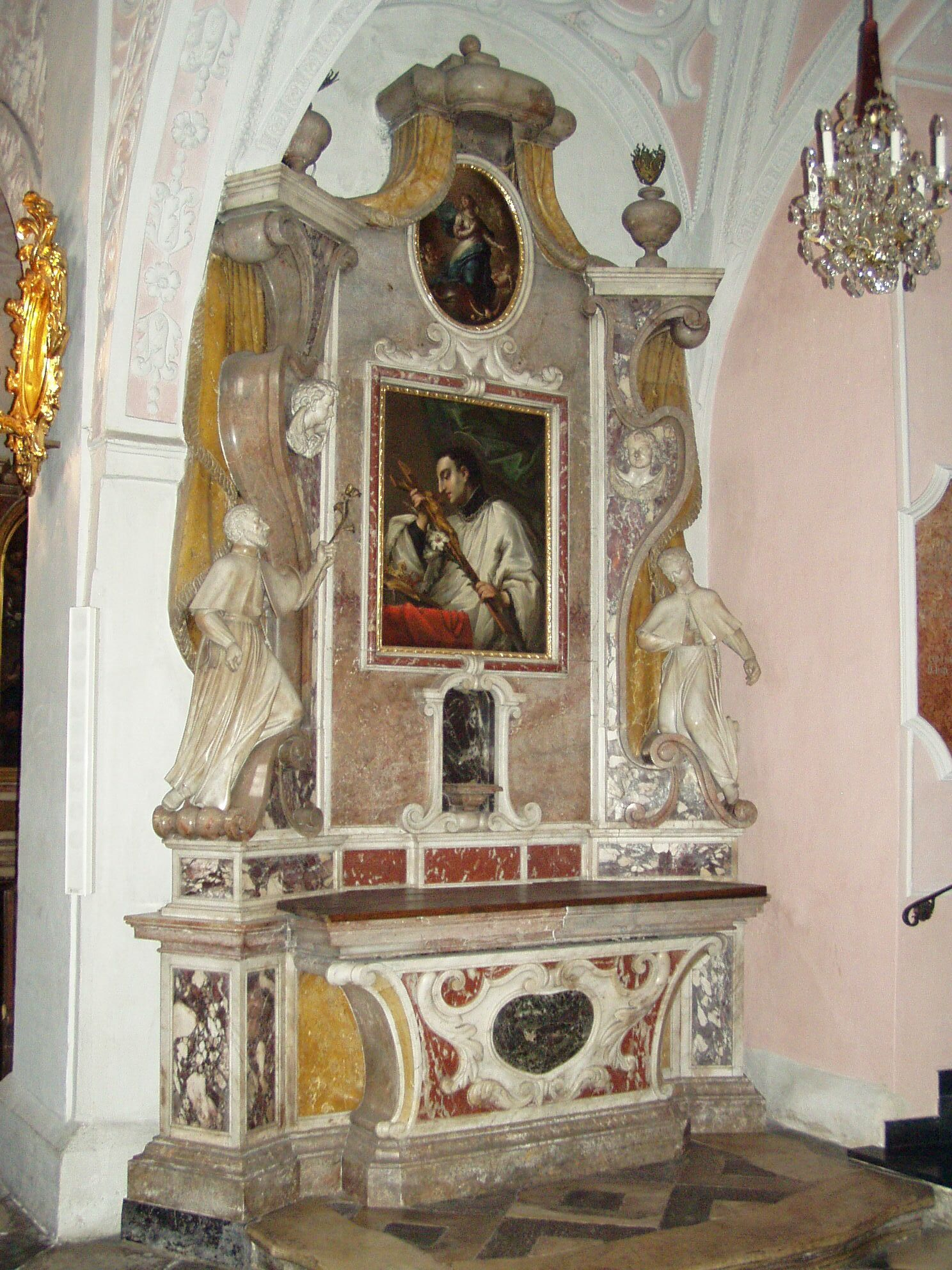
Altaar Aloysiuskapel
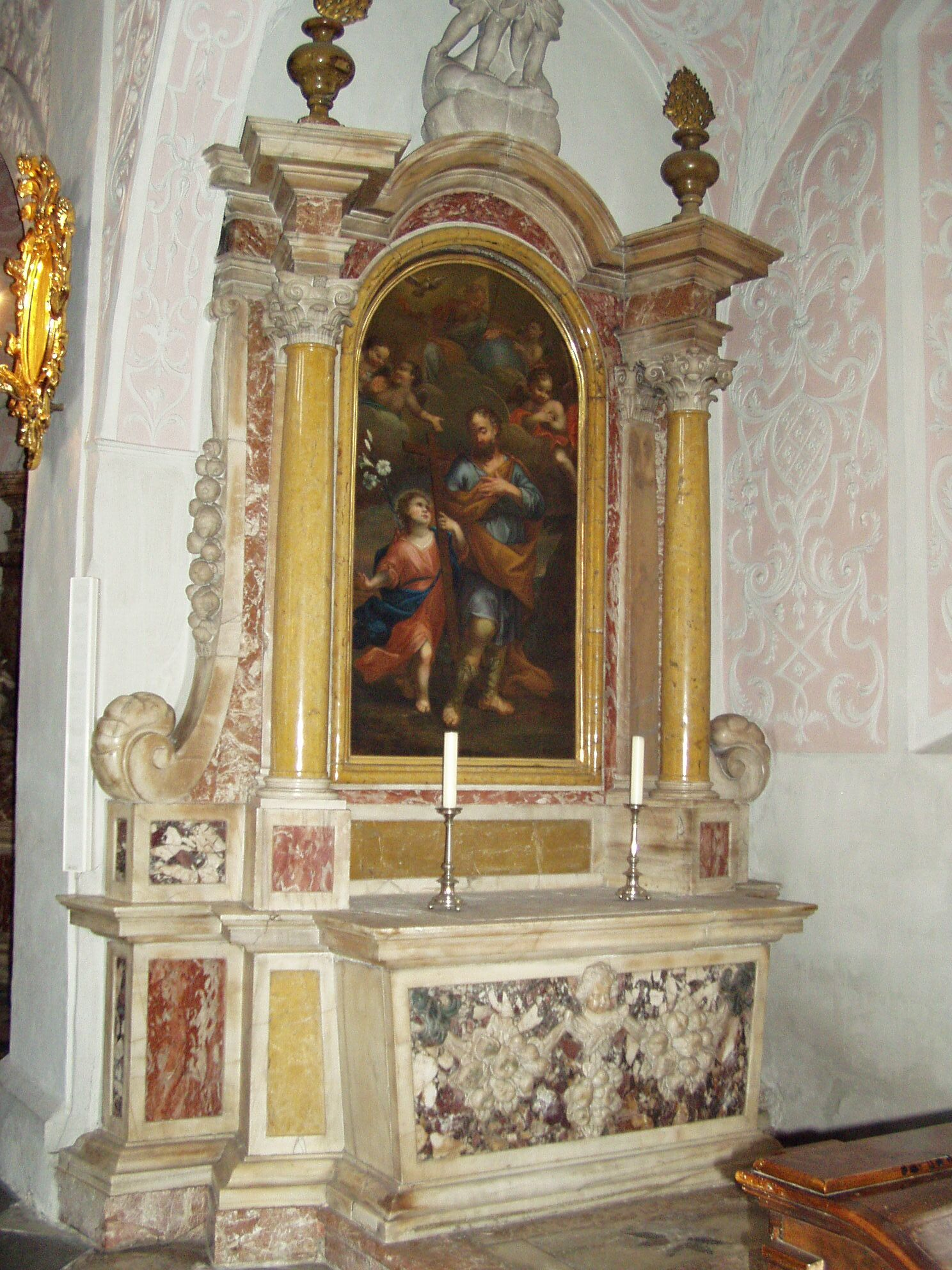
Altaar Jozefkapel
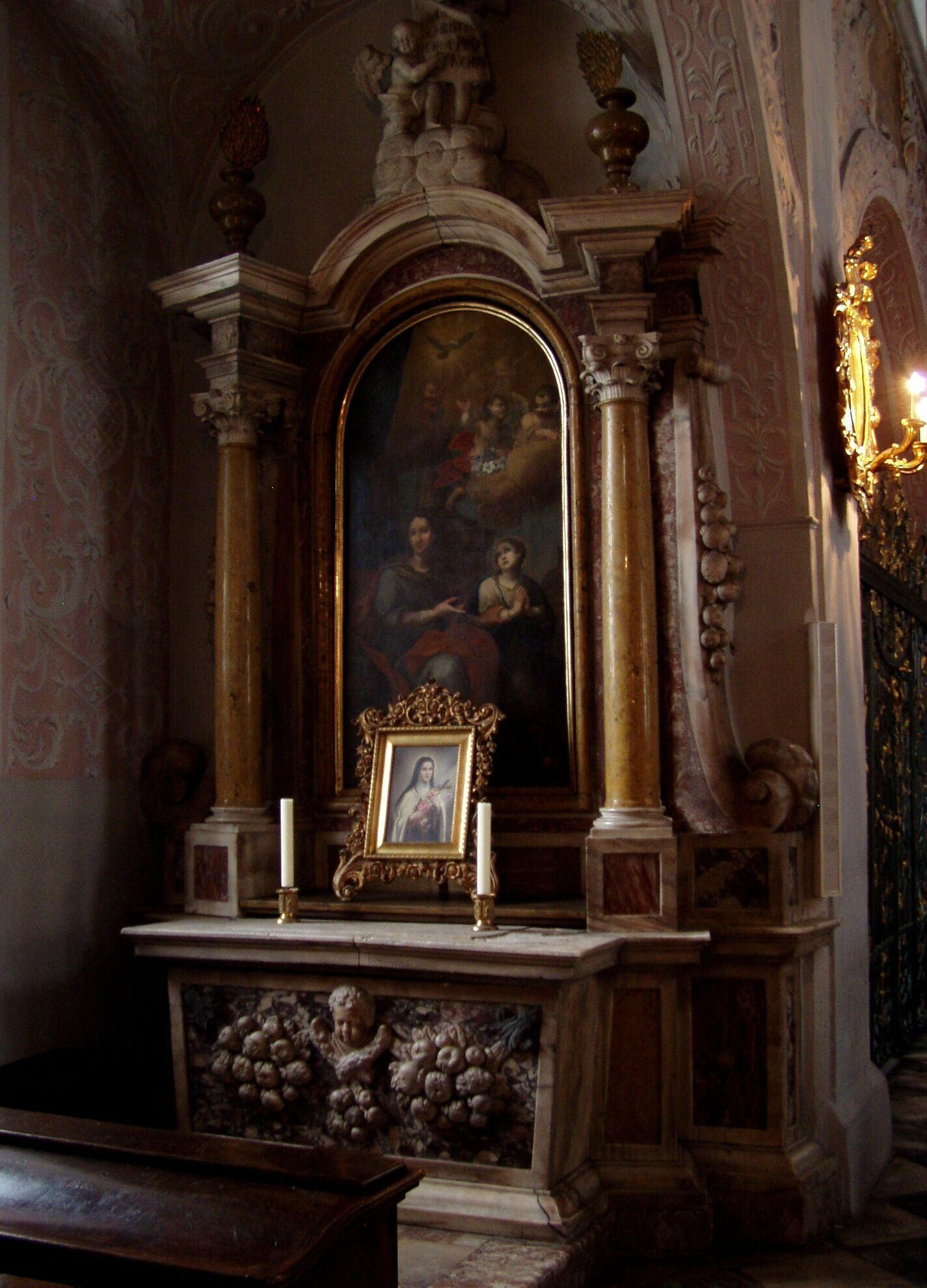
Altaar Annakapel
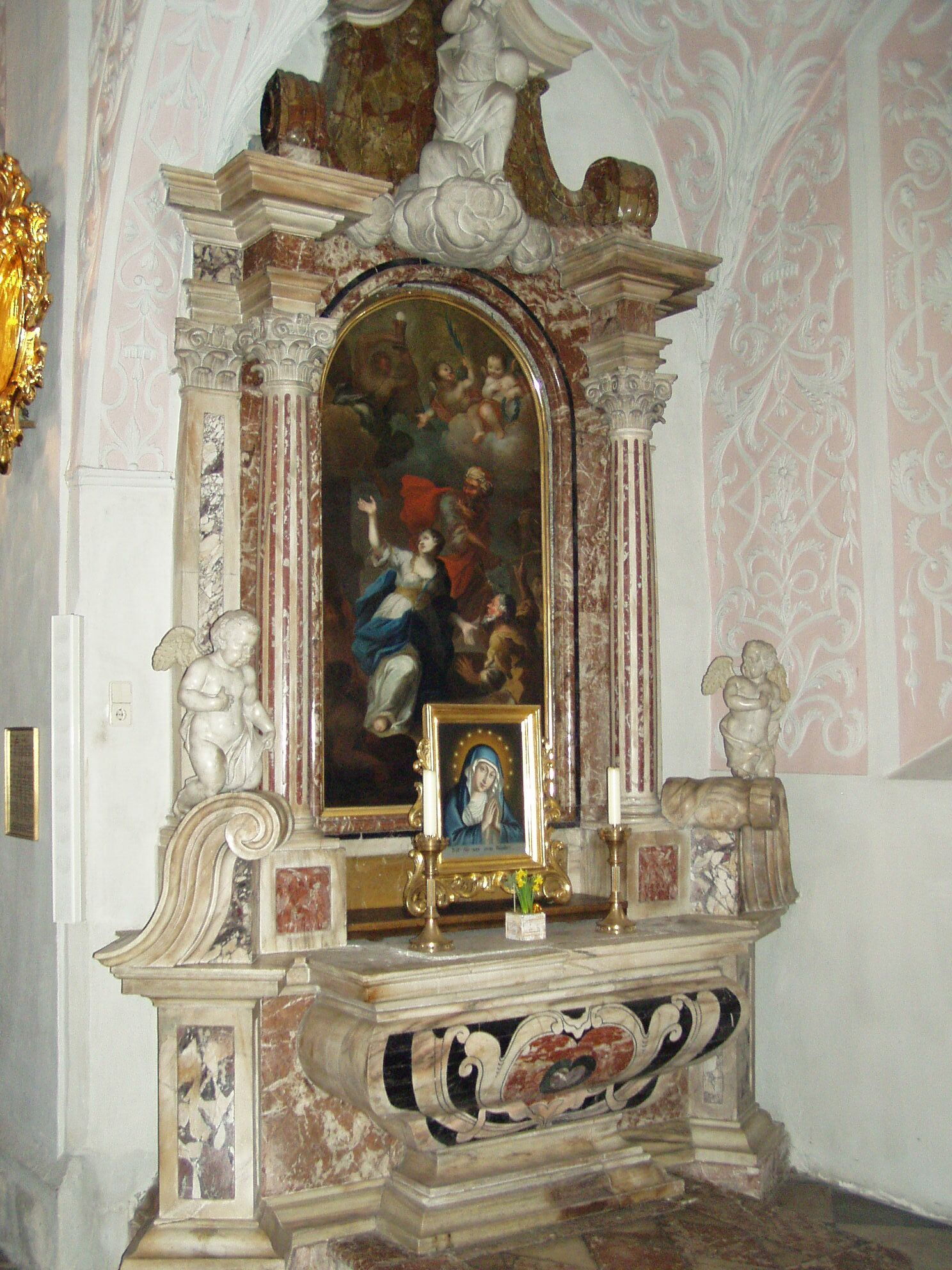
Altaar Barbarakapel
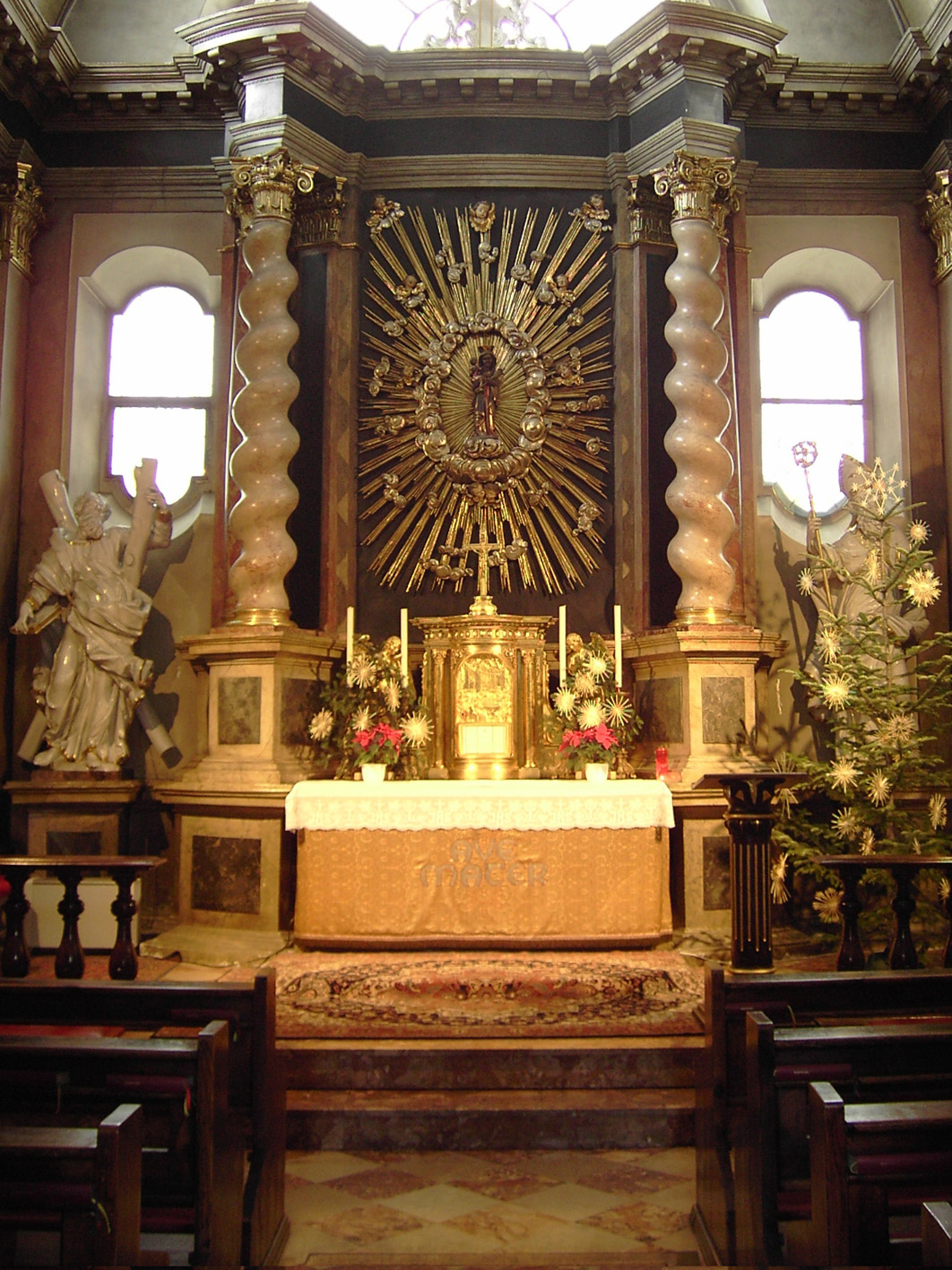
Altaar Sacramentskapel

#### Kansel
De uit Karinthië afkomstige Christoph Rudolph bouwde in 1726 de kansel. De vier evangelisten aan de kanselkuip worden zittend voorgesteld. Aan de rugzijde van de kansel bevindt zich in een cartouche een reliëf van de Goede Herder, daarboven op het klankbord de op vergulde wolken verrezen Christus in een stralenkrans. Aan de onderste rand van het klankbord bevinden zich de vrouwelijke allegorieën van de goddelijke deugden: het Geloof met het kruis, de Hoop met het anker en de Liefde met een vlammend hart. Oorspronkelijk hadden de gebroken-witte beelden een gekleurde beschildering.

#### Apothese van Johannes Nepomuk
Aan de noordelijke muur tegenover de kansel bevindt zich de "Apothese van Johannes Nepomuk". Het kunstwerk werd in 1727 aan de kerk geschonken en betreft een ontwerp van Josef Ferdinand Fromiller. Het werd vermoedelijk uitgevoerd door Christoph Rudolph. Op de sokkel bevindt zich links de allegorie van het hertogdom Karinthië, daarboven een kruisdragende putto vergezeld door een putto met het wapen van Karinthië. Rechts bevindt zich nog een vrouwelijke gestalte, de allegorie van de gouden eeuw met boven haar een putto, die uit een hoorn goudstukken op het wapen laat vallen. Als symbolen van de vergankelijkheid zijn de wapens met schild en de dood als skelet voorgesteld. Daarboven bevindt zich de hemelse glorie van de heilige Nepomuk, die op wolken voor een stralenkrans knielt. Om hem heen dansen mollige engeltjes.

#### Klokken
De klokkentoren telt vijf klokken. De kleinste klok fungeert alleen als begrafenisklok. Ze werden in de nacht van 17 op 18 april 1951 door klokkengieterij Oberascher gegoten in Salzburg en ingewijd op 29 april 1951.
| Nr. | Naam                   | Gietjaar | Gieter                     | Nominaal (Hele toon-1/8) | Gewicht (kg) | Doorsnee (cm) |
| --- | ---------------------- | -------- | -------------------------- | ------------------------ | ------------ | ------------- |
| 1   | Peter & Paul           | 1951     | Klokkengieterij Oberascher | c1 ±0                    | 2.077        | 156           |
| 2   | Herz Jesu              | 1951     | Klokkengieterij Oberascher | e1 ±0                    | 1.041        | 124           |
| 3   | Mariä Himmelfahrt      | 1951     | Klokkengieterij Oberascher | g1 +2                    | 618          | 104           |
| 4   | Hemma                  | 1951     | Klokkengieterij Oberascher | a1 +2                    | 439          | 92            |
| 5   | Josef (begrafenisklok) | 1951     | Klokkengieterij Oberascher | c2                       | 263          | 80            |

#### Orgel
Het orgel van de dom bevindt zich op de tweede galerij. Het instrument werd in 1986 door de Zwitserse orgelbouwer Mathis Orgelbau gebouwd. Het orgel bezit 45 registers op drie manualen en pedaal. De orgelkas is in barokke stijl gehouden.